# Lossatal
Lossatal ist eine Gemeinde im Landkreis Leipzig in Sachsen.

## Geografie

### Lage
Lossatal liegt östlich von Leipzig und nordöstlich von Wurzen. Durch das Gemeindegebiet fließt die namensgebende Lossa durch Müglenz, Hohburg, Klein- und Großzschepa zur Mulde. Falkenhain liegt am Westrand der Dahlener Heide. Um den Ort Hohburg befinden sich die Hohburger Berge mit dem 240 m hohen Löbenberg.
Nachbargemeinden sind Mockrehna im Norden, Dahlen und Belgern-Schildau im Osten, Wurzen im Süden und Thallwitz im Westen.

### Gemeindegliederung
Zur Gemeinde Lossatal gehören 18 Ortschaften. Sitz der Verwaltung ist Falkenhain.
| - Dornreichenbach - Falkenhain - Frauwalde - Großzschepa - Heyda - Hohburg - Kleinzschepa - Körlitz - Kühnitzsch | - Lüptitz - Mark Stolpen - Mark Schönstädt - Meltewitz - Müglenz - Thammenhain - Voigtshain - Watzschwitz - Zschorna |

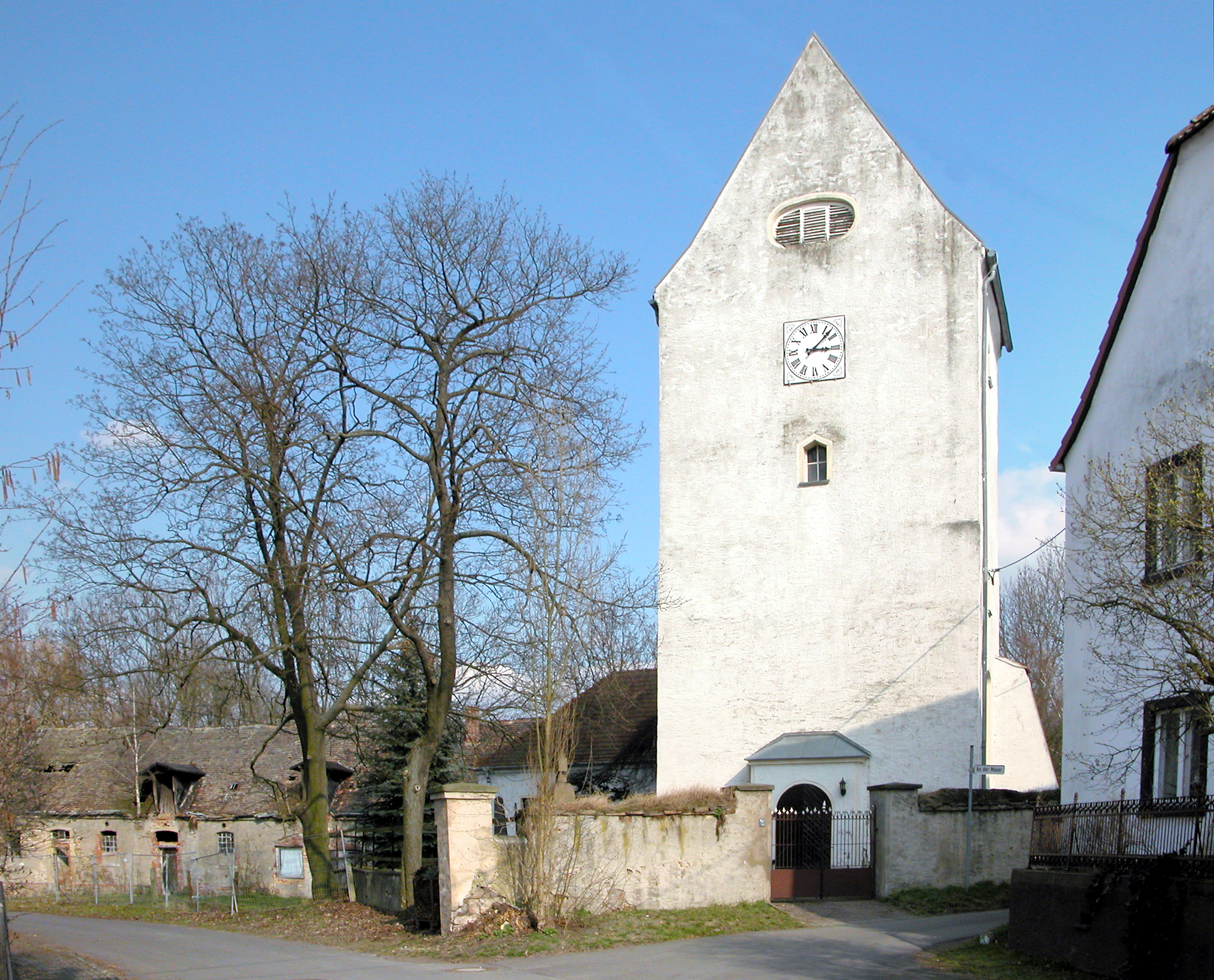
Kirche Großzschepa
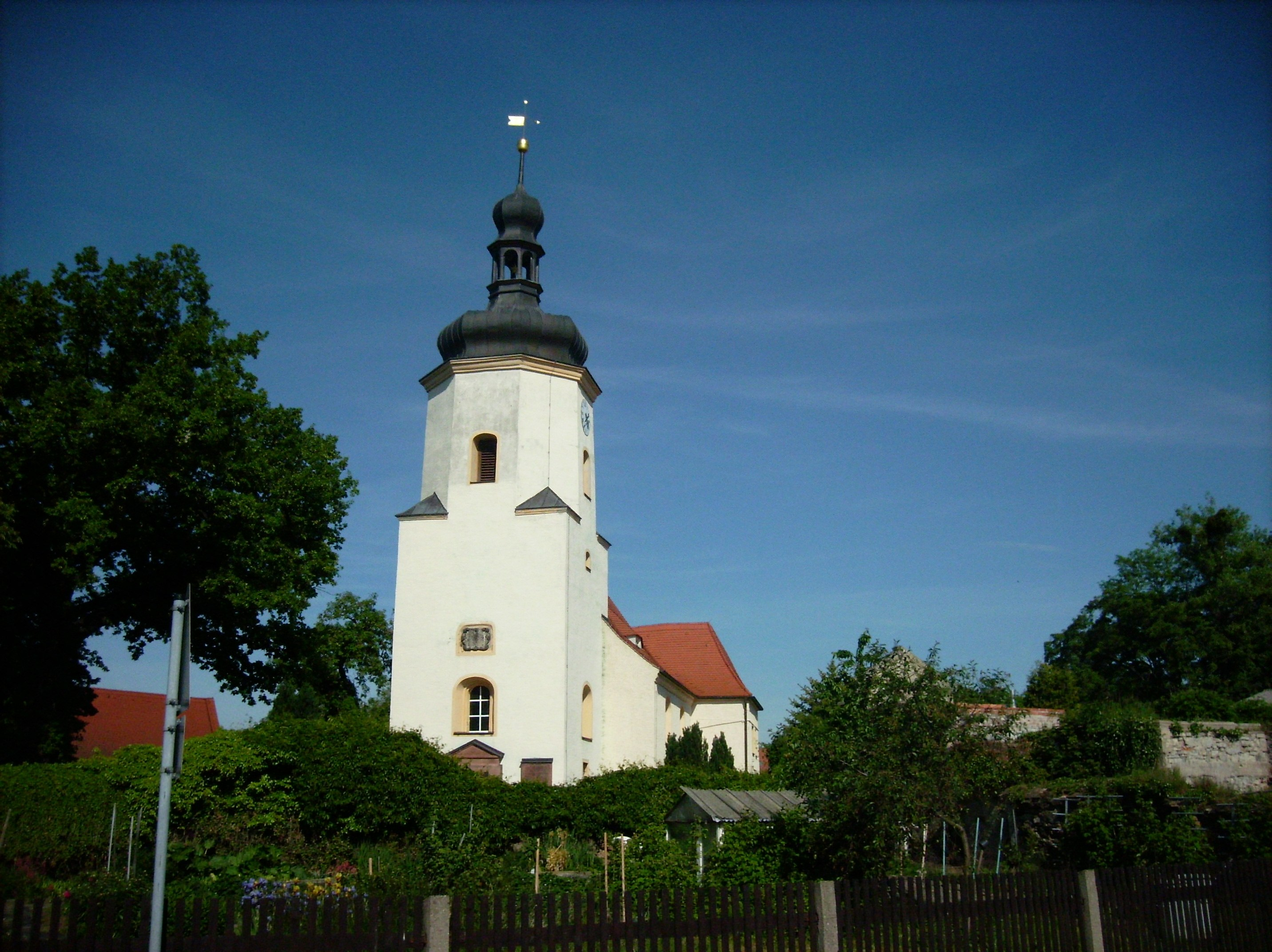
Kirche Dornreichenbach
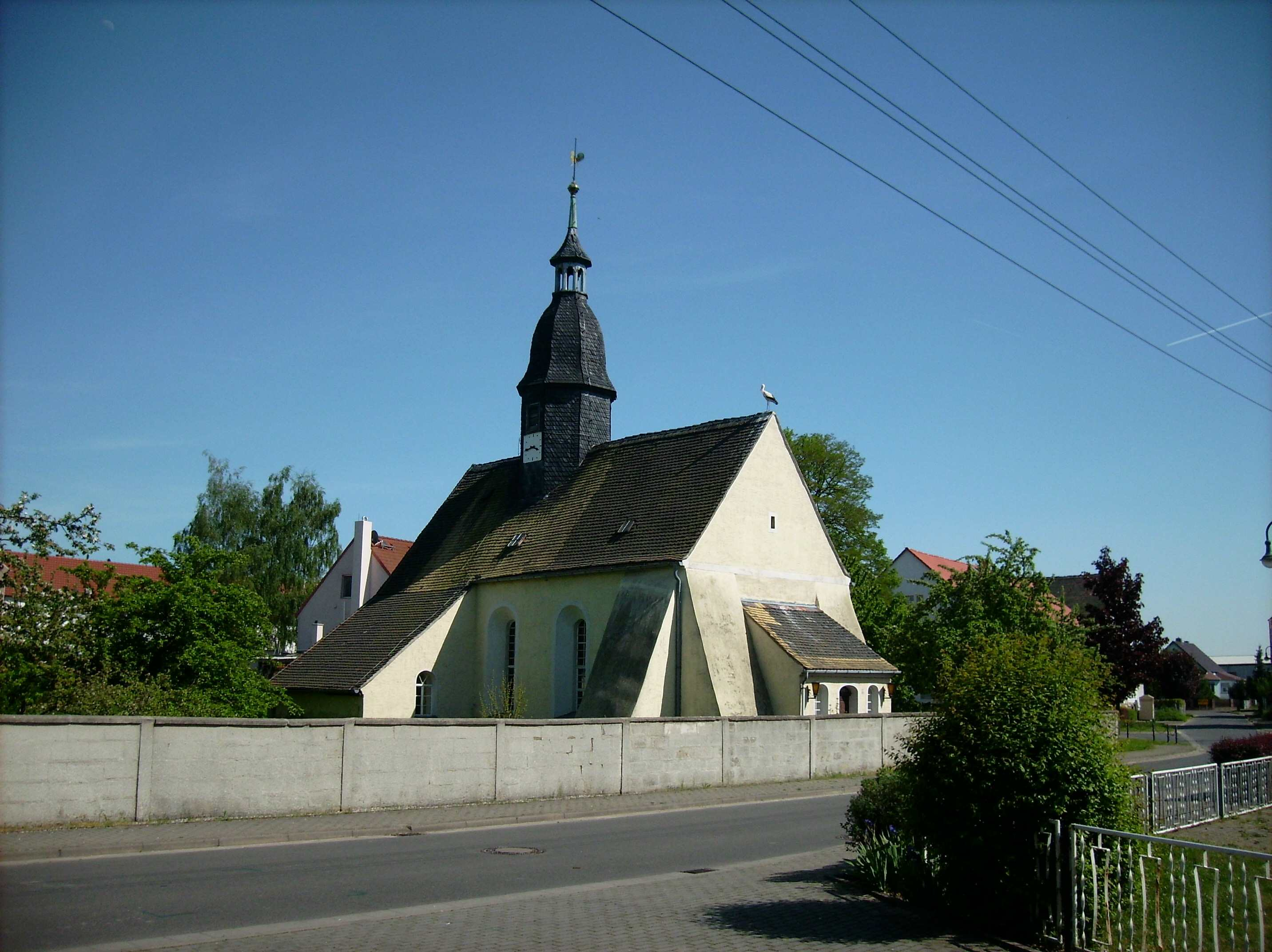
Kirche Körlitz
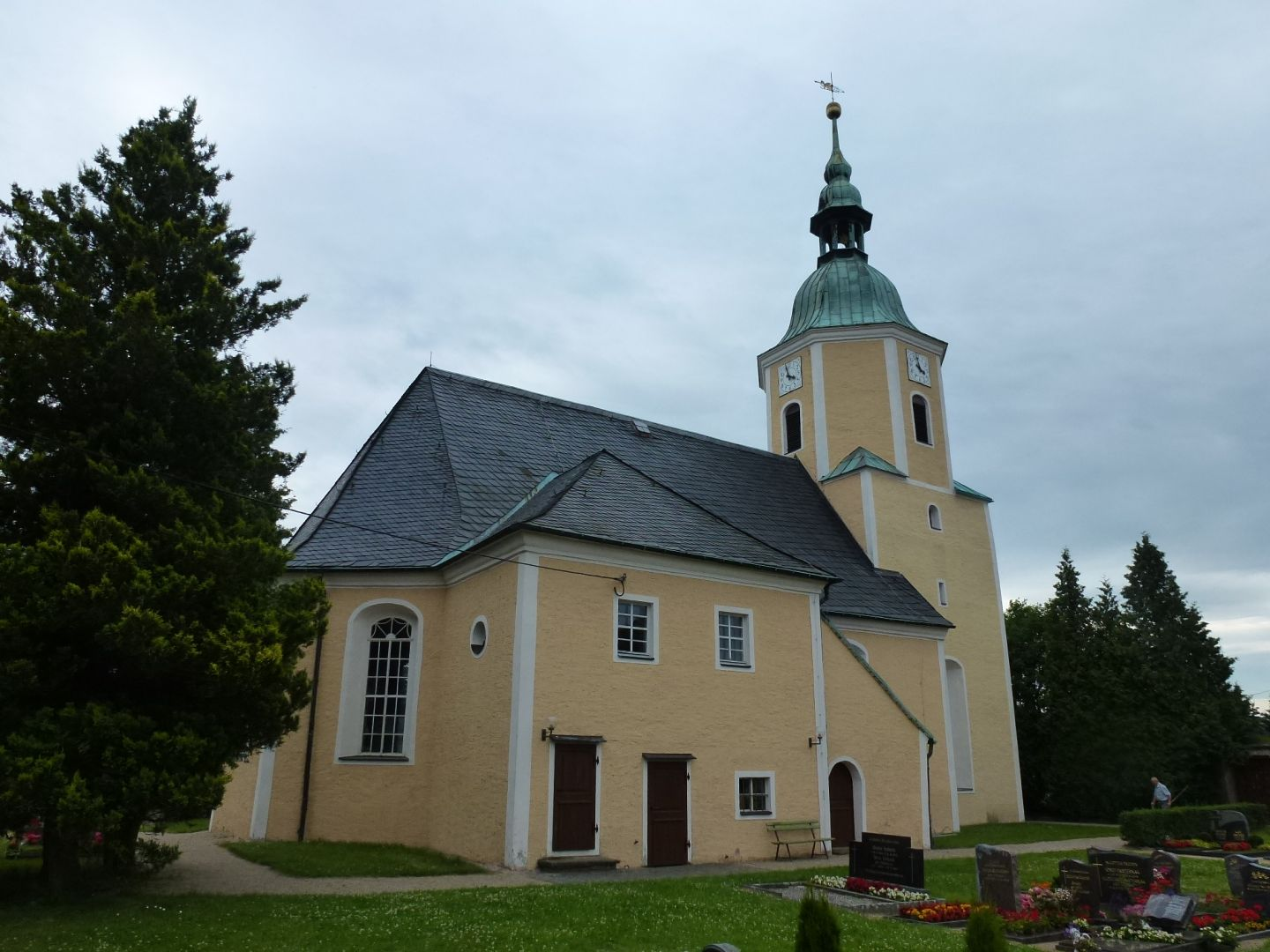
Kirche Meltewitz

## Geschichte
Die Gemeinde Lossatal entstand zum 1. Januar 2012 durch den Zusammenschluss der Gemeinden Falkenhain und Hohburg mit ihren Ortsteilen.
| Ehemalige Gemeinde                   | Datum              | Anmerkung                                  |
| ------------------------------------ | ------------------ | ------------------------------------------ |
| Dornreichenbach                      | 1. April 1997      | Eingemeindung nach Falkenhain              |
| Dornreichenbach, Gutsbezirk          | um 1922            | Eingemeindung nach Dornreichenbach         |
| Falkenhain                           | 1. Januar 2012     | Zusammenschluss mit Hohburg zu Lossatal    |
| Falkenhain, Gutsbezirk               | um 1922            | Eingemeindung nach Falkenhain              |
| Frauwalde                            | 1. Juli 1972       | Eingemeindung nach Frauwalde               |
| Frauwalde, Gutsbezirk                | um 1922            | Eingemeindung nach Heyda                   |
| Großzschepa                          | 15. Februar 1993   | Eingemeindung nach Hohburg                 |
| Großzschepa, Gutsbezirk              | um 1922            | Eingemeindung nach Großzschepa             |
| Heyda                                | 1. Dezember 1972   | Eingemeindung nach Falkenhain              |
| Heyda (mit Mark Stolpen), Gutsbezirk | um 1922            | Eingemeindung nach Heyda                   |
| Hohburg                              | 1. Januar 2012     | Zusammenschluss mit Falkenhain zu Lossatal |
| Kapsdorf                             | vor 1875           | Eingemeindung nach Hohburg                 |
| Kleinzschepa                         | 15. September 1961 | Eingemeindung nach Hohburg                 |
| Knatewitz                            | 1. April 1936      | Eingemeindung nach Meltewitz               |
| Körlitz                              | 1. Juli 1977       | Eingemeindung nach Kühnitzsch              |
| Kühnitzsch                           | 1. April 1997      | Eingemeindung nach Falkenhain              |
| Kühnitzsch, Gutsbezirk               | um 1922            | Eingemeindung nach Kühnitzsch              |
| Lüptitz                              | 15. Februar 1993   | Eingemeindung nach Hohburg                 |
| Mark Schönstädt                      | vor 1875           | Eingemeindung nach Meltewitz               |
| Meltewitz                            | 1. Januar 1999     | Eingemeindung nach Falkenhain              |
| Müglenz                              | 1. Juli 1972       | Eingemeindung nach Hohburg                 |
| Müglenz, Gutsbezirk                  | um 1922            | Eingemeindung nach Müglenz                 |
| Thammenhain                          | 1. Januar 1999     | Eingemeindung nach Falkenhain              |
| Thammenhain, Gutsbezirk              | um 1922            | Eingemeindung nach Thammenhain             |
| Voigtshain                           | 1. Januar 1973     | Eingemeindung nach Thammenhain             |
| Voigtshain, Gutsbezirk               | um 1922            | Eingemeindung nach Voigtshain              |
| Watzschwitz                          | 1, Juli 1950       | Eingemeindung nach Hohburg                 |
| Zschorna                             | 1. Januar 1952     | Eingemeindung nach Lüptitz                 |
| Zschorna, Gutsbezirk                 | um 1922            | Eingemeindung nach Zschorna                |

## Politik

### Gemeinderat
Seit der Gemeinderatswahl am 9. Juni 2024 verteilen sich die 15 Sitze des Gemeinderates wie nebenstehend dargestellt auf die einzelnen Gruppierungen. Ergebnisse früherer Wahlen sind unten tabellarisch aufgelistet.
| Gemeinderat ab 2024Insgesamt 15 Sitze - Linke: 1 - SPD: 1 - BFL: 3 - BFWL: 4 - WFSL: 1 - CDU: 4 - AfD: 1 Die AfD kann drei Sitze nicht besetzen. Der Gemeinderat verkleinert sich entsprechend. | Liste                                     | 2024   | 2024   | 2019   | 2019   | 2014   | 2014   |
| Gemeinderat ab 2024Insgesamt 15 Sitze - Linke: 1 - SPD: 1 - BFL: 3 - BFWL: 4 - WFSL: 1 - CDU: 4 - AfD: 1 Die AfD kann drei Sitze nicht besetzen. Der Gemeinderat verkleinert sich entsprechend. | Liste                                     | Sitze  | in %   | Sitze  | in %   | Sitze  | in %   |
| Gemeinderat ab 2024Insgesamt 15 Sitze - Linke: 1 - SPD: 1 - BFL: 3 - BFWL: 4 - WFSL: 1 - CDU: 4 - AfD: 1 Die AfD kann drei Sitze nicht besetzen. Der Gemeinderat verkleinert sich entsprechend. | Bündnis – Freie Wähler – Lossatal e. V.   | 4      | 22,5   | 3      | 17,9   | –      | –      |
| Gemeinderat ab 2024Insgesamt 15 Sitze - Linke: 1 - SPD: 1 - BFL: 3 - BFWL: 4 - WFSL: 1 - CDU: 4 - AfD: 1 Die AfD kann drei Sitze nicht besetzen. Der Gemeinderat verkleinert sich entsprechend. | AfD                                       | 1      | 22,4   | 2      | 13,8   | –      | –      |
| Gemeinderat ab 2024Insgesamt 15 Sitze - Linke: 1 - SPD: 1 - BFL: 3 - BFWL: 4 - WFSL: 1 - CDU: 4 - AfD: 1 Die AfD kann drei Sitze nicht besetzen. Der Gemeinderat verkleinert sich entsprechend. | CDU                                       | 4      | 20,3   | 6      | 29,2   | 8      | 36,6   |
| Gemeinderat ab 2024Insgesamt 15 Sitze - Linke: 1 - SPD: 1 - BFL: 3 - BFWL: 4 - WFSL: 1 - CDU: 4 - AfD: 1 Die AfD kann drei Sitze nicht besetzen. Der Gemeinderat verkleinert sich entsprechend. | Bürger für Lossatal                       | 3      | 16,8   | 3      | 17,2   | 4      | 22,0   |
| Gemeinderat ab 2024Insgesamt 15 Sitze - Linke: 1 - SPD: 1 - BFL: 3 - BFWL: 4 - WFSL: 1 - CDU: 4 - AfD: 1 Die AfD kann drei Sitze nicht besetzen. Der Gemeinderat verkleinert sich entsprechend. | Wählerinitiative Für ein starkes Lossatal | 1      | 8,4    | –      | –      | –      | –      |
| Gemeinderat ab 2024Insgesamt 15 Sitze - Linke: 1 - SPD: 1 - BFL: 3 - BFWL: 4 - WFSL: 1 - CDU: 4 - AfD: 1 Die AfD kann drei Sitze nicht besetzen. Der Gemeinderat verkleinert sich entsprechend. | SPD Sachsen                               | 1      | 3,6    | 1      | 5,4    | 1      | 7,6    |
| Gemeinderat ab 2024Insgesamt 15 Sitze - Linke: 1 - SPD: 1 - BFL: 3 - BFWL: 4 - WFSL: 1 - CDU: 4 - AfD: 1 Die AfD kann drei Sitze nicht besetzen. Der Gemeinderat verkleinert sich entsprechend. | Linke                                     | 1      | 3,6    | 2      | 11,9   | 3      | 15,0   |
| Gemeinderat ab 2024Insgesamt 15 Sitze - Linke: 1 - SPD: 1 - BFL: 3 - BFWL: 4 - WFSL: 1 - CDU: 4 - AfD: 1 Die AfD kann drei Sitze nicht besetzen. Der Gemeinderat verkleinert sich entsprechend. | Grüne                                     | –      | 2,4    | 1      | 4,6    | –      | 3,9    |
| Gemeinderat ab 2024Insgesamt 15 Sitze - Linke: 1 - SPD: 1 - BFL: 3 - BFWL: 4 - WFSL: 1 - CDU: 4 - AfD: 1 Die AfD kann drei Sitze nicht besetzen. Der Gemeinderat verkleinert sich entsprechend. | UWV e. V.                                 | –      | –      | –      | –      | 1      | 7,9    |
| Gemeinderat ab 2024Insgesamt 15 Sitze - Linke: 1 - SPD: 1 - BFL: 3 - BFWL: 4 - WFSL: 1 - CDU: 4 - AfD: 1 Die AfD kann drei Sitze nicht besetzen. Der Gemeinderat verkleinert sich entsprechend. | FWVH e. V.                                | –      | –      | –      | –      | 1      | 6,9    |
| Gemeinderat ab 2024Insgesamt 15 Sitze - Linke: 1 - SPD: 1 - BFL: 3 - BFWL: 4 - WFSL: 1 - CDU: 4 - AfD: 1 Die AfD kann drei Sitze nicht besetzen. Der Gemeinderat verkleinert sich entsprechend. | Wahlbeteiligung                           | 71,6 % | 71,6 % | 63,2 % | 63,2 % | 55,4 % | 55,4 % |

### Bürgermeister
Der Zusammenschluss zur Gemeinde Lossatal machte die Neuwahl des ersten Bürgermeisters notwendig. Zur Wahl stellten sich Wolfram Ebert (CDU), Martina Lehnigk (Unabhängige Wählervereinigung) und Uwe Weigelt (Einzelbewerber). Bereits nach dem ersten Wahlgang am 25. März 2012 konnte der Diplom-Verwaltungswirt Uwe Weigelt (* 1963), der bisherige Bürgermeister der Gemeinde Hohburg, mit 71 % der abgegebenen gültigen Stimmen die Wahl für sich entscheiden.
Am 10. März 2019 wurde Weigelt mit 82,9 % der gültigen Stimmen im Amt bestätigt. Mitbewerber war Ulrich Fandrey (CDU), der die restlichen 17,1 % der Stimmen erringen konnte. Die Wahlbeteiligung lag bei 53,1 %.
| Wahl                                    | Bürgermeister | Vorschlag | Wahlergebnis (in %) |
| --------------------------------------- | ------------- | --------- | ------------------- |
| 2019                                    | Uwe Weigelt   | Weigelt   | 82,9                |
| 2012                                    | Uwe Weigelt   | Weigelt   | 71,1                |
| Neugründung (siehe Falkenhain, Hohburg) |               |           |                     |

### Wappen
Auf seiner Sitzung am 10. September 2014 fasste der Gemeinderat den Beschluss über das neue Wappen. Das Wappen wurde am 13. November 2014 durch das Landratsamt Leipzig genehmigt.
Blasonierung: „In Silber eine mit zwei Rädern auf der mittleren Kuppe eines mit einem silbern konturierten blauen Wellenbalken belegten grünen Dreiberg stehende schwarze Lore, darauf ein silbernes Steinmetzgezähe (gekreuzte Hämmer mit Meißel), auf den äußeren kleinen Bergkuppen je zwei beblätterte grüne Ähren, an den Seiten je ein angeschnittener grüner Eichenbaum.“
Das Wappen wurde vom Kommunalheraldiker Jörg Mantzsch gestaltet und nach Beschluss des Gemeinderates vom 10. September 2014 ins Genehmigungsverfahren geführt. Die Wappensymbole beziehen sich auf die durchs Gemeindegebiet fließende Lossa, den Abbau von Quarzporphyr, die umliegenden Berge, die Landwirtschaft und die baumreiche naturelle Umgebung mit Eichenbeständen.
Die Farben der Gemeinde sind grün und weiß.

### Partnerschaften
Partnergemeinden von Lossatal sind Bodelshausen in Baden-Württemberg, ehemals Partnergemeinde von Hohburg, und Přemyslovice im Okres Prostějov in Tschechien. Außerdem bestehen freundschaftliche Kontakte der ehemaligen Gemeinde Thammenhain zur Gemeinde Siegelsbach in Baden-Württemberg, die von Lossatal weiter aufrechterhalten werden.

## Kultur und Sehenswürdigkeiten
- siehe auch: Liste der Kulturdenkmale in Lossatal
- Dornreichenbach: Schloss, Schlosspark (Gartendenkmal), Kirche, Tiergehege mit Damwild, stillgelegter Steinbruch, Rittergut mit Eiscafé
- Mark Schönstädt: Waldbad, Steinarbeiterkantine (älteste erhaltene Steinarbeiterkantine in Sachsen)
- Heyda: Schloss mit Schlosspark
- Falkenhain: Kirche, Schloss
- Frauwalde: Museum für Ur- und Frühgeschichte mit Hügelgräber und Teufelsstein
- Kühnitzsch: Schloss mit Dorfmuseum und Schlosspark, Bockwindmühle, Kirche, Naturbad
- Meltewitz: Kirche und Turmwindmühle
- Voigtshain: Herrenhaus, Turmwindmühle
- Thammenhain: Schloss mit Schlosspark
- Falkenhain: Dorfkirche Falkenhain (Lossatal)
- Hohburg: ehemaliger Kaolintagebau (Badesee mit Liegewiesen und Wanderwegen), Hohburger Berge mit Naturdenkmal Schwarze Wand, „Nationales Geotop“ Wind- und Gletscherschliffe am Kleinen Berg, Museum Steinarbeiterhaus (Geoportal des Geopark Porphyrland)
- Großzschepa: Heimatmuseum Großzschepa
- bei Lüptitz: Wolfsberg-Steinbruch und Spitzberg

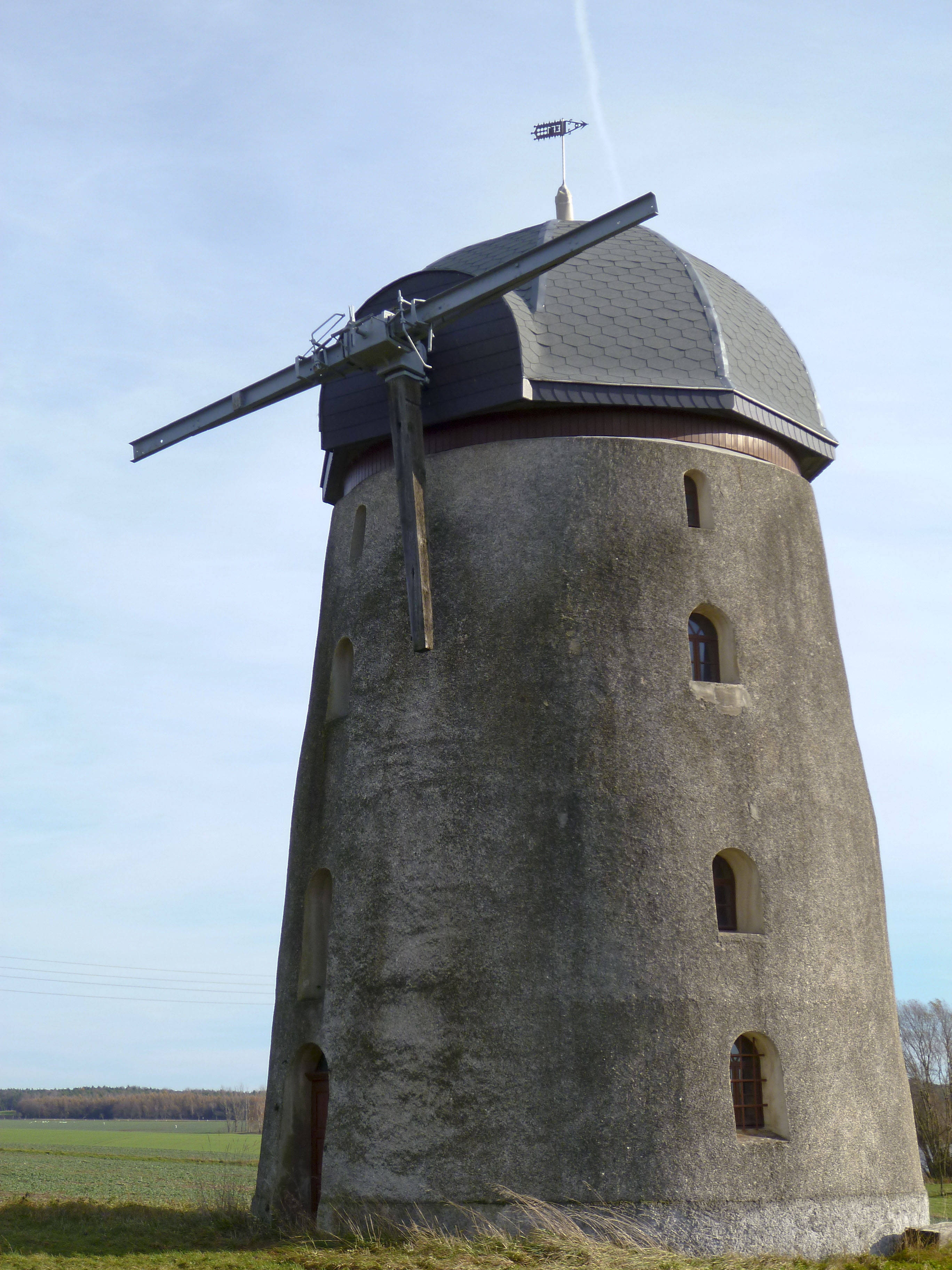
Voigtshain, Turmwindmühle

- Müglenz: Kirche und Schloss
- Zschorna: Schloss

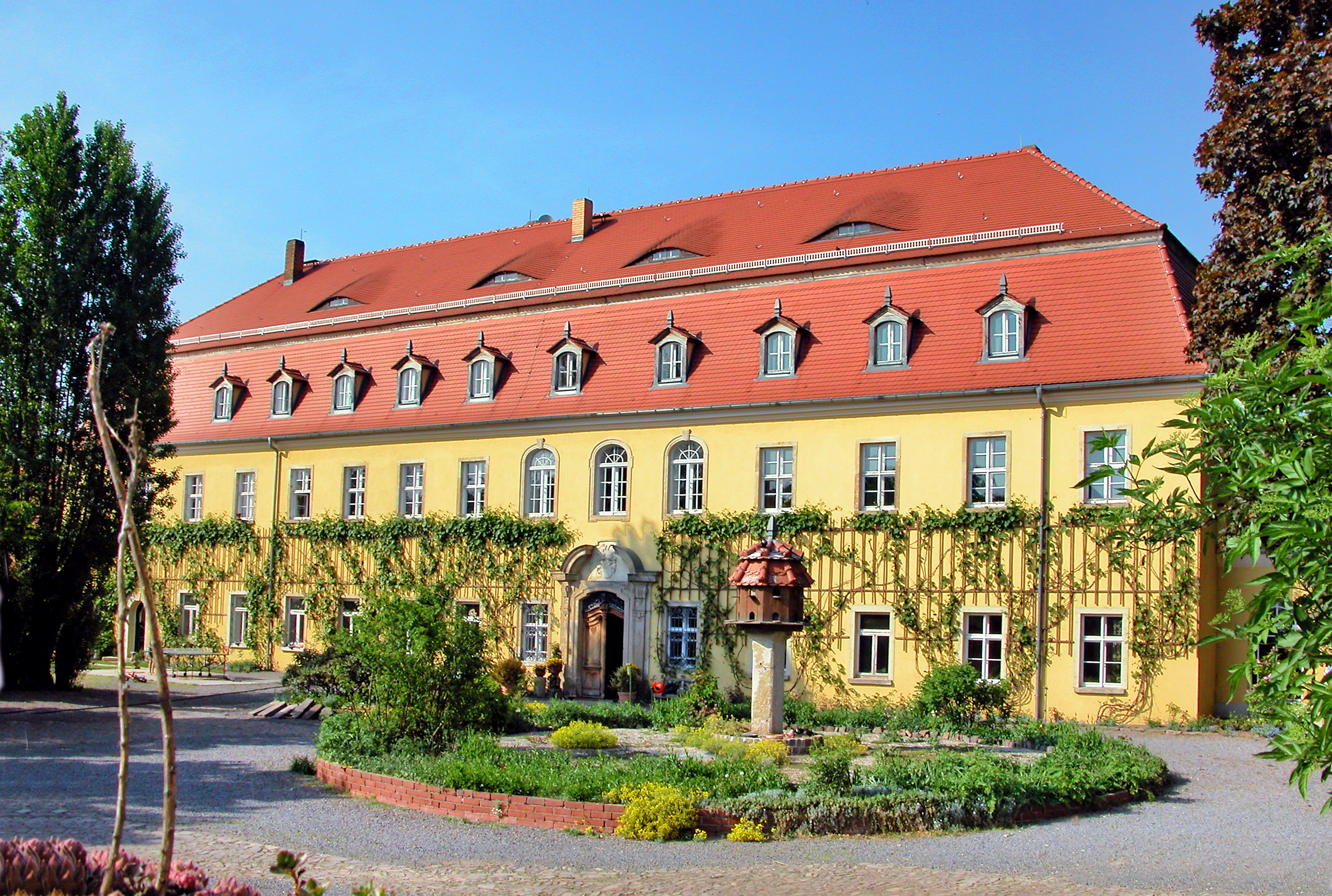
Schloss Heyda
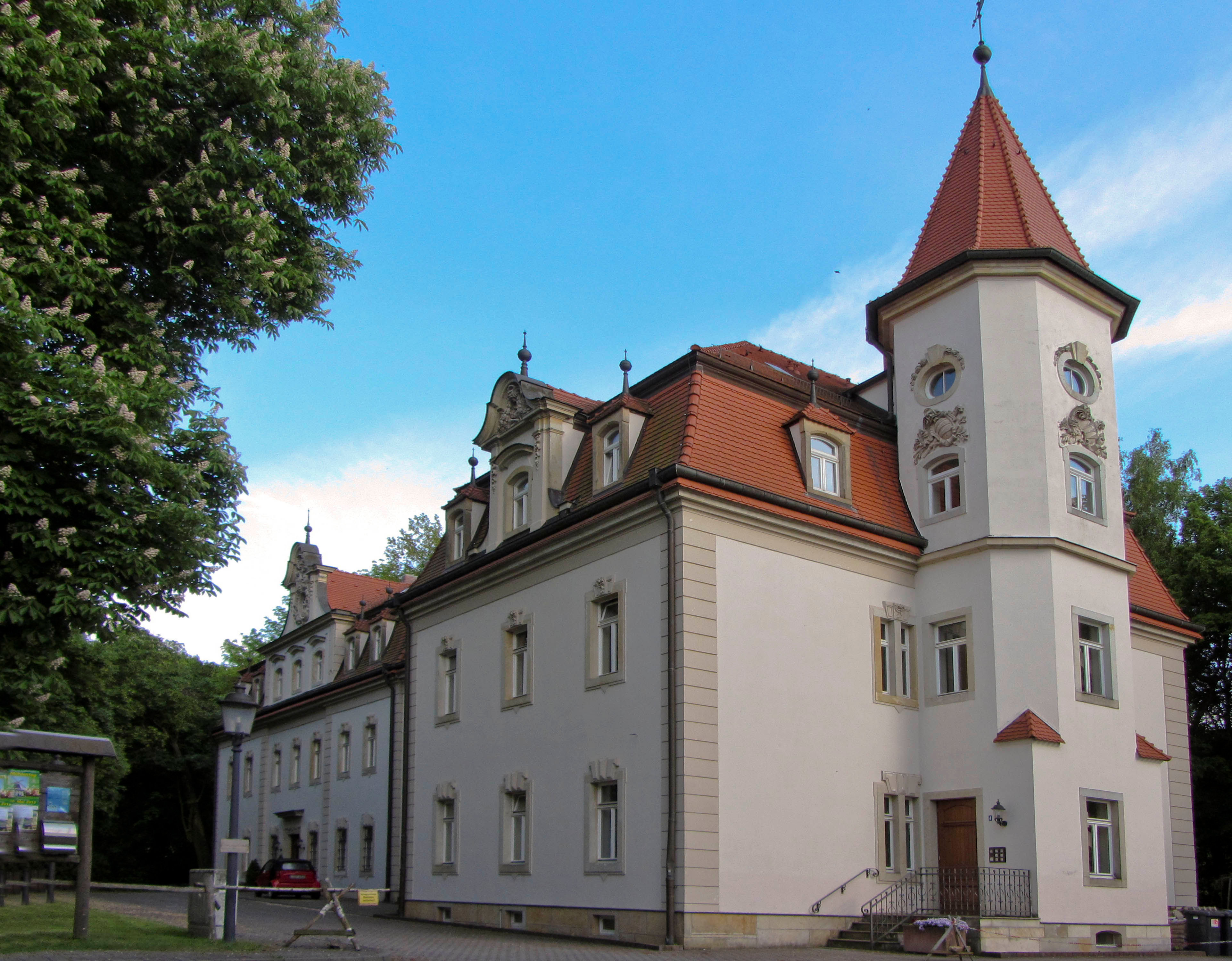
Schloss Dornreichenbach
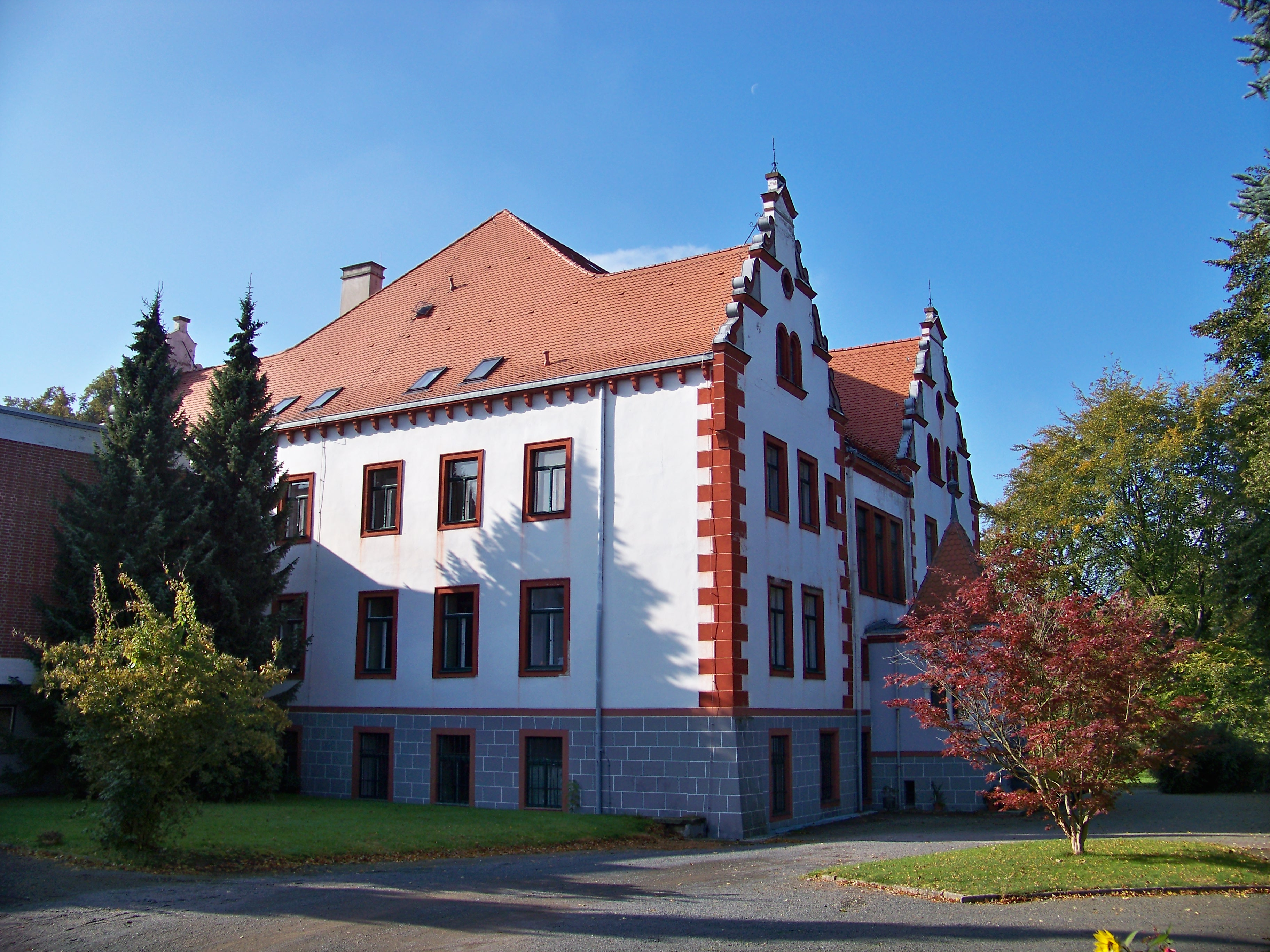
Schloss Thammenhain
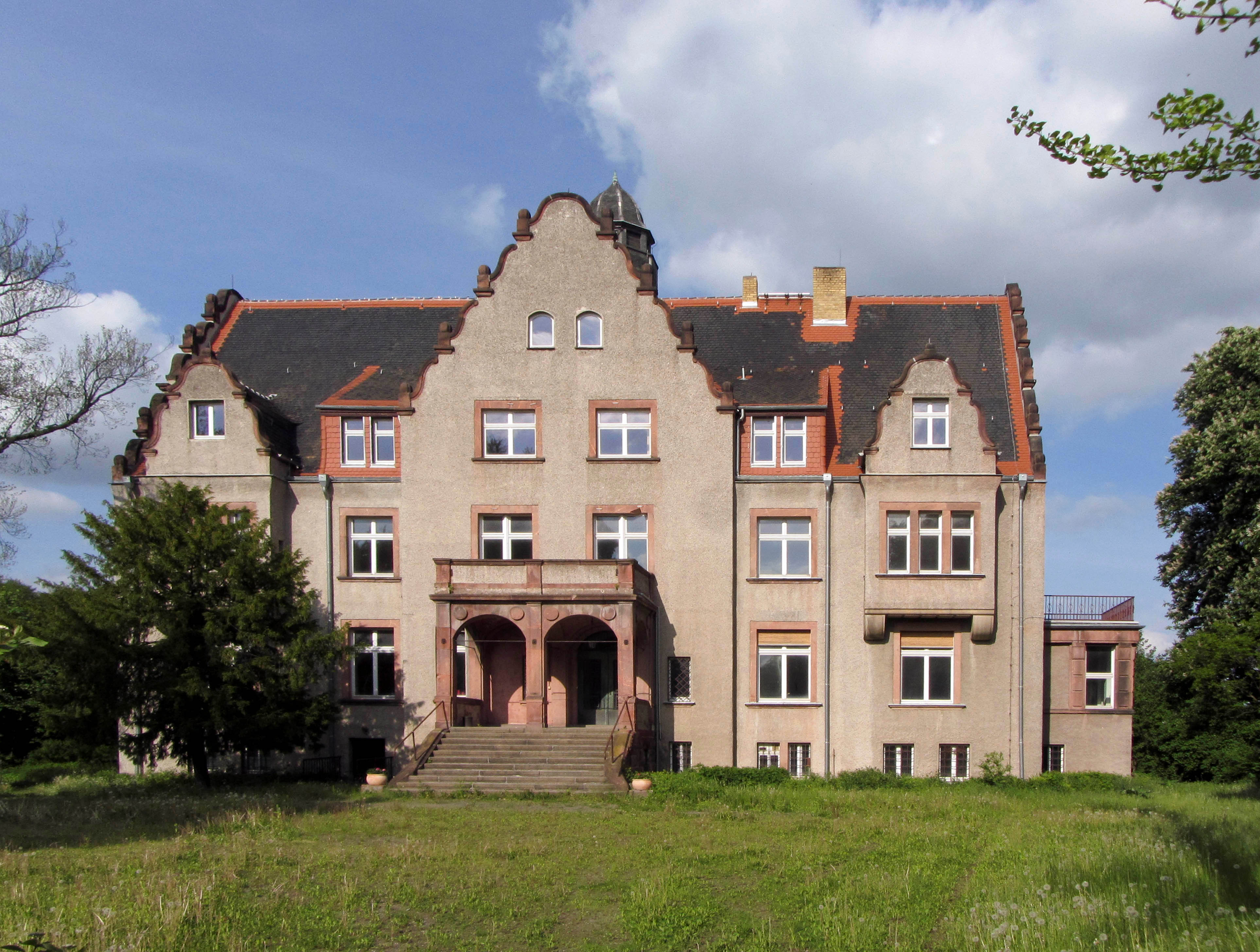
Schloss Zschorna

## Wirtschaft und Infrastruktur
Durch das Gemeindegebiet führen die B 6, die Bahnstrecke Leipzig–Dresden sowie die für den Güterverkehr genutzte Bahnstrecke Wurzen–Eilenburg.
In Lossatal befinden sich eine Grund- und eine Oberschule. Das nächstgelegene Gymnasium befindet sich in Wurzen. Seit Januar 2017 verfügt die Gemeinde über ein modernes Sportzentrum im Ortsteil Falkenhain.

## Söhne und Töchter der Vorgängerorte
- Johann VI. von Saalhausen (1444–1518), Bischof, machte Wurzen zum Bischofssitz, geboren in Thammenhain[14]
- Johann Martin Luther II. (1663–1756), lutherischer Theologe, Senior des Zeitzer Stiftskapitels, geboren in Hohburg
- Johann Christian Götze (1692–1749), Bibliothekar und Theologe
- Gotthelf August Eichler (1821–1896), Lehrer und Rektor der Taubstummenschule in Leipzig
- Hermann Pöge (1840–1894), Unternehmer
- Georg Wünning (1948–2025), Orgelbauer, geboren in Dornreichenbach
- Karl Czok (1949–2012), Erzieher und Politiker (CDU)
- Jürgen Schmidt (* 1951), Politiker, Oberbürgermeister der Stadt Wurzen, geboren in Großzschepa
- Reinhardt Hassa (* 1952), Manager
- Helfried Schmidt (* 1957), Verleger
- Volkmar Winkler (* 1959), Politiker, Landtagsabgeordneter in Sachsen, geboren in Dornreichenbach
- Holger Pohland (* 1963), Leichtathlet
- Tobias Bilz (* 1964), evangelisch-lutherischer Theologe, Landesbischof der Evangelisch-Lutherischen Landeskirche Sachsens, geboren in Dornreichenbach